# Petreanu, Vrancea
Petreanu este un sat în comuna Poiana Cristei din județul Vrancea, Muntenia, România.
 Acest articol despre o localitate din județul Vrancea este deocamdată un ciot. Puteți ajuta Wikipedia prin completarea lui.